# Florent Marcellesi
Florent Marcellesi, né le 10 avril 1979 à Angers, est un homme politique et activiste français installé en Espagne. 
Membre du parti Equo, il est député européen de 2016 à 2019.

## Biographie
Le 11 octobre 2016, il intègre le Parlement européen en remplaçant Jordi Sebastià, conformément à un accord de coalition passé entre son parti, Equo, et la Coalition Compromís.